# Đại học Khoa học Đời sống Warszawa
Đại học Khoa học Đời sống Warszawa (tiếng Ba Lan: Szkoła Główna Gospodarstwa Wiejskiego, SGGW) là trường đại học nông nghiệp lớn nhất Ba Lan, được thành lập năm 1816 tại Warszawa. Trường có hơn 2.600 nhân viên bao gồm hơn 1.200 nhà giáo dục học thuật. Từ năm 2005, trường đại học này là một thành viên của tổ chức Euroleague cho Khoa học sự sống (ELLS) được thành lập năm 2001. SGGW cung cấp khoảng 37 lĩnh vực nghiên cứu khác nhau, 13 khoa Khoa học Nông nghiệp, Khoa học Kinh tế, Nhân văn, Kỹ thuật cũng như Khoa học Đời sống.

## Khuôn viên

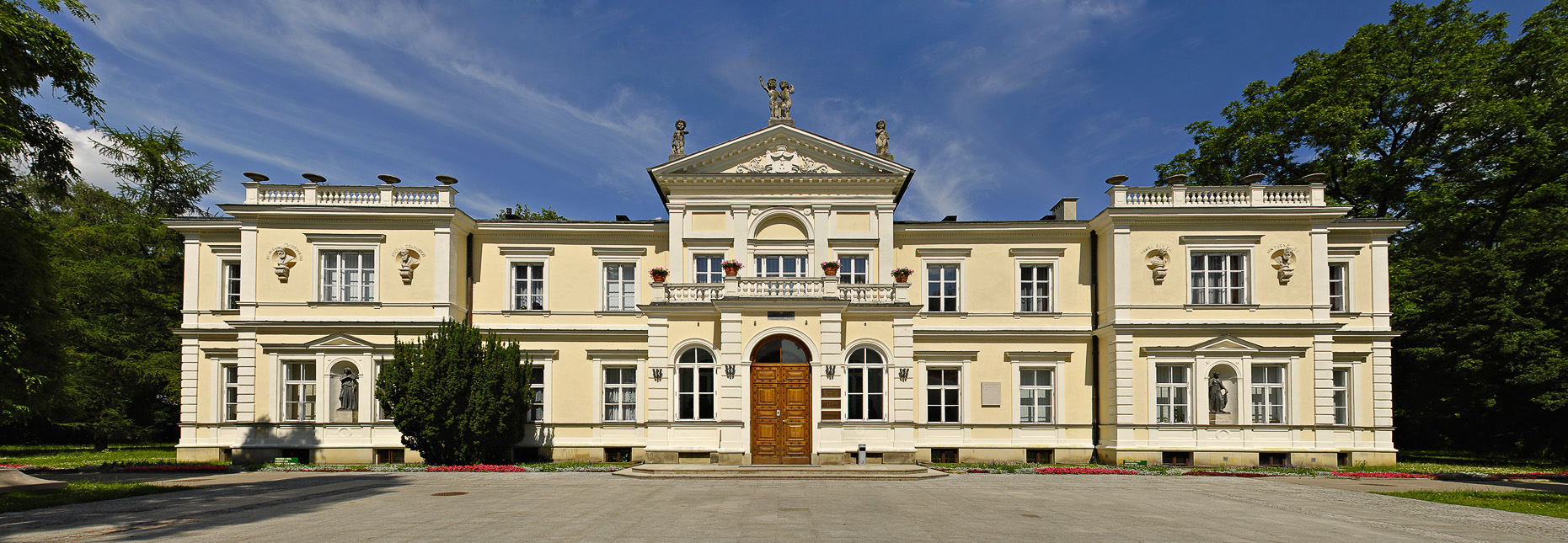
Nhà điều hành trường SGGW tại Cung điện Krasnoyani

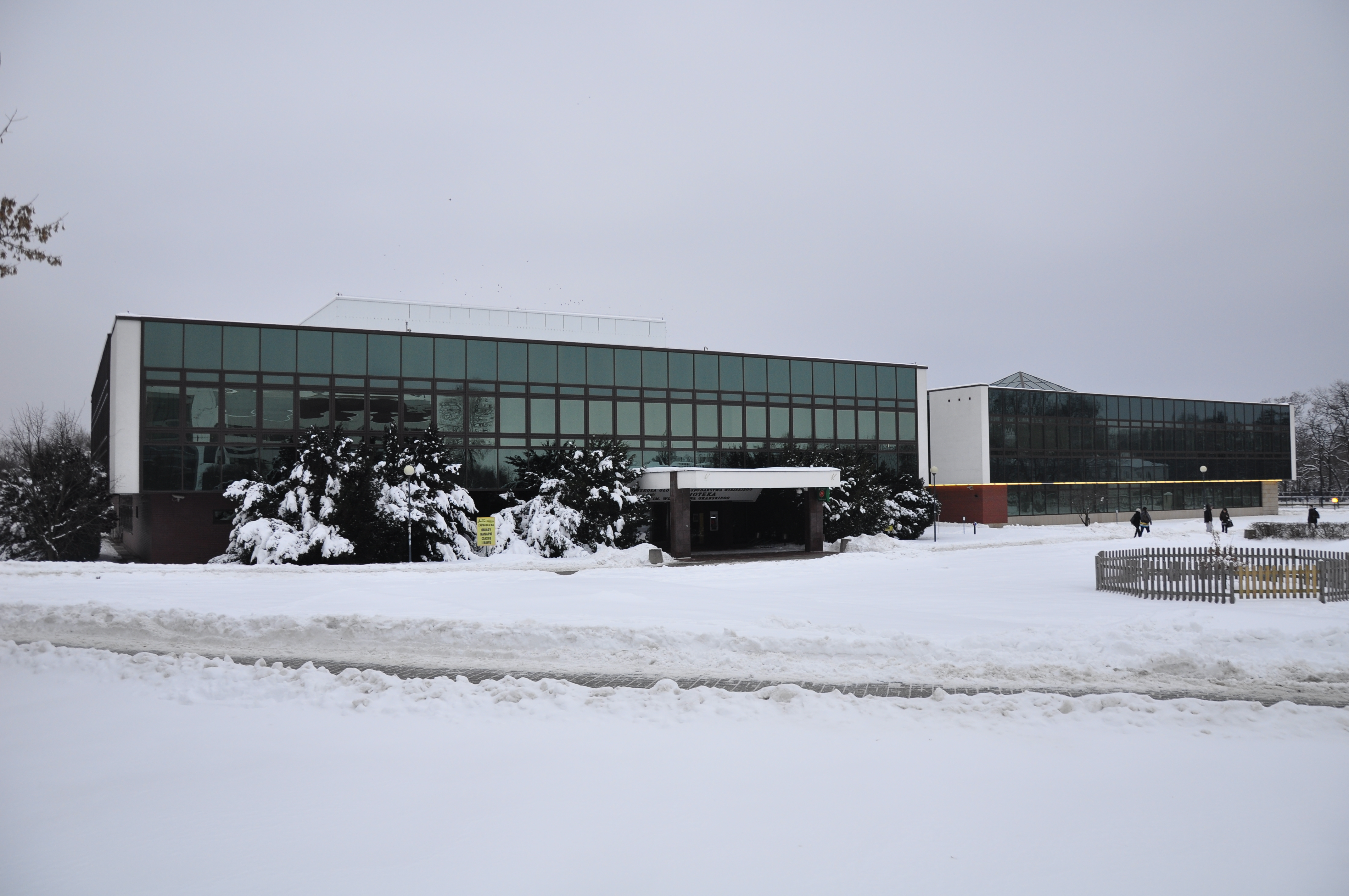
Thư viện chính của Władysław Grabski

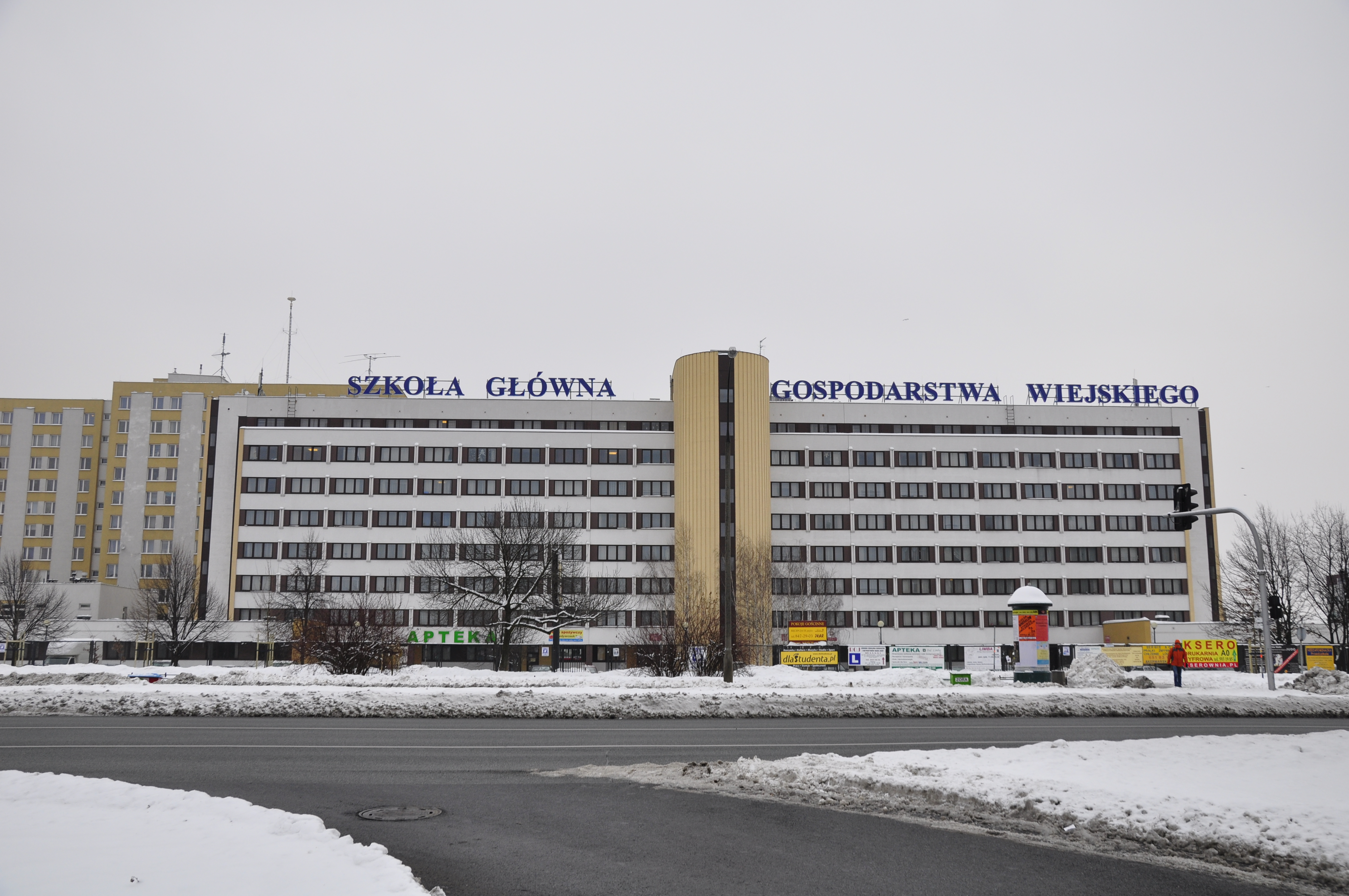
Ký túc xá Limba

Khuôn viên trường nằm ở quận cực nam của Warszawa, Ursynów. Khuôn viên có một phần lịch sử, với một cung điện từ thế kỷ 18, và một phần hiện đại nơi có hầu hết các tòa nhà văn phòng khoa và ký túc xá. Trên khuôn viên chính rộng 70 ha, có 12 ký túc xá, thư viện hiện đại, trung tâm thể thao (có sân tennis, phòng thể thao và hồ bơi) một trung tâm ngôn ngữ, phòng khám thú y.

## Khoa
# Nông nghiệp và Sinh học
# Khoa học động vật
# Tin học ứng dụng và toán học
# Kỹ thuật dân dụng và môi trường
# Khoa học kinh tế
# Khoa học thực phẩm
# Lâm nghiệp
# Trồng trọt và Kiến trúc cảnh quan
# Khoa học dinh dưỡng và tiêu dùng của con người
# Nhân văn
# Kỹ thuật sản xuất
# Công nghệ gỗ
# Thú y

## Nhân viên đáng chú ý

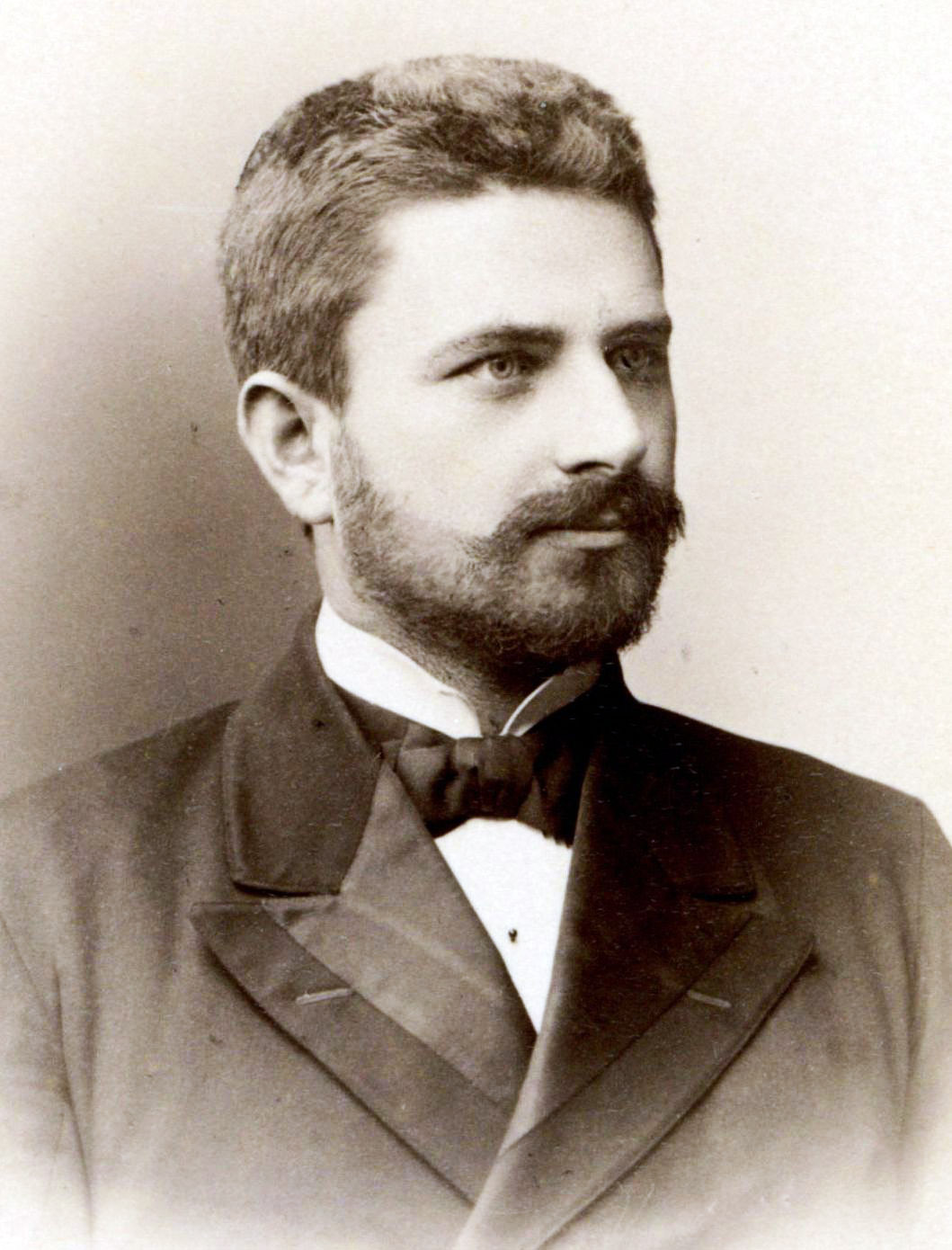
Józef Mikułowski-Pomorski

- Józef Mikułowski-Pomorski (1868 Từ1935), chính trị gia, nhà hóa học nông nghiệp; Bộ trưởng Bộ Tôn giáo và Khai sáng 1922 -1923, 1926

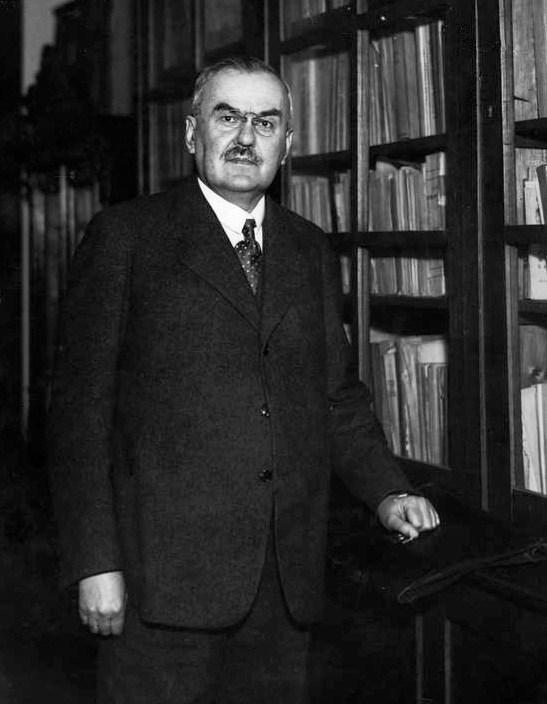
Władysław Grabski

- Władysław Grabski (1874 -1938), chính trị gia, nhà kinh tế và nhà sử học; Thủ tướng Ba Lan 1923 -1925; người sáng lập Ngân hàng Ba Lan và tiền tệ Ba Lan [3]
- Stefan Ignar (1908 -1992), chính trị gia, nhà kinh tế, Phó Thủ tướng Cộng hòa Ba Lan 1956 -1969

### Hiệu trưởng
1. Józef Mikułowski-Pomorski (1918–1920)
2. Tadeusz Miłobędzki (1920–1921)
3. Stefan Biedrzycki (1921–1922)
4. Wacław Dąbrowski (1922–1923)
5. Jan Sosnowski (1923–1925)
6. Zdzisław Ludkiewicz (1925–1926)
7. Władysław Grabski (1926–1928)
8. Józef Mikułowski-Pomorski (1928–1929)
9. Stefan Biedrzycki (1929–1932)
10. Jan Sosnowski (1932–1933)
11. Marian Górski (1933–1936)
12. Jan Miklaszewski (1936–1944)
13. Franciszek Staff (1944–1947)
14. Marian Górski (1947–1949)
15. Antoni Kleszczycki (1949–1955)
16. Kazimierz Krysiak (1955–1962)
17. Antoni Kleszczycki (1962–1969)
18. Zbigniew Muszyński (1969–1975)
19. Henryk Jasiorowski (1975–1981)
20. Maria Joanna Radomska (1981–1987)
21. Wiesław Barej (1987–1990)
22. Jan Górecki (1990–1996)
23. Włodzimierz Kluciński (1996–2002)
24. Tomasz Borecki (2002–2008)
25. Alojzy Szymański (2008–2016)
26. Wiesław Bielawski (since 2016)